# Alexéi Lóvchev
Alexéi Vladímirovich Lóvchev –en ruso, Алексей Владимирович Ловчев– (Karabanovo, URSS, 13 de junio de 1989) es un deportista ruso que compitió en halterofilia.
Ganó una medalla de bronce en el Campeonato Mundial de Halterofilia de 2013 y una medalla de oro en el Campeonato Europeo de Halterofilia de 2014, ambas en la categoría de +105 kg.
En el Mundial de 2015 ganó la medalla de oro en su categoría, estableciendo una plusmarca mundial al lograr un total de 475 kg; sin embargo, perdió posteriormente la medalla y el récord por dopaje.

## Palmarés internacional
| Campeonato Mundial | Campeonato Mundial       | Campeonato Mundial | Campeonato Mundial |
| Año                | Lugar                    | Medalla            | Categoría          |
| ------------------ | ------------------------ | ------------------ | ------------------ |
| 2013               | Breslavia (Polonia)      | Medalla de bronce  | +105 kg            |
| 2015               | Houston (Estados Unidos) | DSC                | +105 kg            |
| Campeonato Europeo |                          |                    |                    |
| Año                | Lugar                    | Medalla            | Categoría          |
| 2014               | Tel Aviv (Israel)        | Medalla de oro     | +105 kg            |